# Drievijfdecompromis
Het Drievijfdecompromis of Three-fifths Compromise van 1787 in de Verenigde Staten zorgde voor de invoeging van een bepaling in artikel 1 van de Amerikaanse Grondwet waardoor de slavenbevolking voor drie vijfde werd meegeteld in het bevolkingscijfer dat het electorale en fiscale gewicht van de afzonderlijke staten in de Unie bepaalde. Hoewel slaven staatsburgerschap noch stemrecht hadden, werden ze voor drie vijfde meegeteld om te berekenen hoeveel zetels een staat kreeg in het Huis van Afgevaardigden en hoeveel een staat moest bijdragen in de directe belastingen. Ook het aantal kiesmannen van een staat in het kiescollege dat de president aanduidde, werd erdoor bepaald. Het effect van het Drievijfdecompromis was dat slaven de politieke macht van de zuidelijke slavenstaten verhoogden, zonder zelf rechten te hebben. Voor de noordelijke staten met minder slaven lag het voordeel erin dat het slavencijfer niet volledig meetelde, maar "slechts" voor drie vijfde. Desondanks kon het Zuiden door het compromis een disproportioneel grote macht uitoefenen federaal, zeker toen de slavenpopulatie maar bleef aangroeien. De bepaling verloor haar uitwerking door het aannemen van het veertiende amendement in 1868.

## Geschiedenis
De grondwettelijke conventie van 1787 in Philadelphia bracht het Drievijfdecompromis tot stand. Het kwam niet uit de lucht vallen, aangezien de drievijfdesleutel al in 1783 was voorgesteld in een poging om in de Artikelen van Confederatie de grondslag voor het verdelen van de uitgaven te wijzigen van land naar bevolking. Ook toen was de vraag gerezen of slaven meetelden in de bevolking en ook toen was het voorstel geweest voor drie vijfde. Maar het amendement van James Madison dat dit moest doorvoeren, was uiteindelijk gesneuveld.
Vier jaar later in Philadelphia ging het niet alleen over fiscaliteit, maar ook over politieke vertegenwoordiging. Er werd dan ook hard onderhandeld tussen de dertien staten. Roger Sherman van Connecticut stelde het "aantal vrije inwoners" voor als criterium, terwijl John Rutledge en Pierce Butler van South Carolina inzetten op rijkdom (waarbij de eigendomswaarde van slaven ook zou meetellen). Het Drievijfdecompromis werd gezien als een middenweg die deze twee benaderingen verzoende. Het werd in essentie opgesteld door James Wilson uit Pennsylvania, gesteund door Charles Pinckney van South Carolina. Hoewel de redactie nog wat evolueerde en minder expliciet werd gemaakt, werd het voorstel inhoudelijk ongewijzigd aangenomen: blanken, vrije zwarten, vrouwen, kinderen en contractarbeiders telden volledig mee in het bevolkingscijfer, slaven voor drie vijfde, en niet-belaste Indianen helemaal niet. Overigens werd het woord "slaven" niet gebruikt in de tekst: zij werden aangeduid als "alle andere personen", lees degenen die niet vrij waren. De verdeelsleutel gold op bevolkingsniveau en betekende niet dat een individuele slaaf slechts voor drie vijfde van een persoon telde. Slaven waren sowieso geen personen juridisch, maar eigendom.
Uiteindelijk kwam het compromis terecht in de grondwet van 1789 als Article 1, Section 2, Clause 3 (Apportionment of Representatives and taxes): 
| Afgevaardigden en directe Belastingen zullen worden verdeeld onder de afzonderlijke Staten die in deze Unie kunnen worden opgenomen, in verhouding tot hun respectieve bevolkingscijfers, die bepaald zullen worden door bij het totaal Aantal vrije Personen, inclusief Personen die in Dienst zijn voor een bepaalde tijd en exclusief onbelaste Indianen, drie vijfde van alle andere Personen te tellen. | Representatives and direct Taxes shall be apportioned among the several States which may be included within this Union, according to their respective Numbers, which shall be determined by adding to the whole Number of free Persons, including those bound to Service for a Term of Years, and excluding Indians not taxed, three fifths of all other Persons. |

Het resultaat van de drievijfdenclausule was een overrepresentatie van het Zuiden in het Huis van Afgevaardigden en een disproportionele invloed op presidentsverkiezingen en rechterlijke benoemingen. In het Noorden leidde dit tot onvrede en agitatie. In het bijzonder de federalisten van New England voerden van 1808 tot 1815 campagne tegen het compromis. Ze meenden dat het nooit tot een handelsembargo en een oorlog tegen de Britten zou zijn gekomen als de zuidelijke slavenbelangen politiek niet zo zwaar hadden gewogen. Op de Hartford Convention eisten ze de afschaffing van de drievijfdeclausule en dreigden ze met afscheiding. Maar zover kwam het niet. Het Drievijfdencompromis bleek institutioneel zeer sterk verankerd, en de bevolkingsgroei in het Noorden milderde de impact ervan. Het was de Amerikaanse Burgeroorlog die een halve eeuw later de situatie openbrak.
Door de noordelijke overwinning in de Burgeroorlog kwam een einde aan de slavernij, eerst in de feiten en dan formeel door het dertiende amendement in 1865. Hierdoor werd het Drievijfdecompromis dode letter, maar over wat in de plaats kwam werd nog drie jaar onderhandeld, want de noordelijke staten vonden het niet kunnen dat de verslagenen nog meer politieke macht zouden verwerven doordat de voormalige slaven volwaardig zouden meetellen in hun bevolkingscijfer. Uiteindelijk werd de drievijfdeclausule in 1868 impliciet (maar niet formeel) opgeheven door het veertiende amendement, dat het staatsburgerschap openstelde voor zwarten (en daarmee ook de jurisprudentie van Dred Scott v. Sandford tenietdeed). De ongewenste impact op de electorale verhoudingen werd vermeden door een koppeling aan het stemrecht: de proportie van de mannelijke bevolking die geen stemrecht had, diende in mindering te worden gebracht van het bevolkingsaantal waarop de zetelverdeling werd berekend. Maar in de praktijk bleek deze regel lastig toe te passen. Hoewel veel Zuidelijke staten zwarten stemrecht ontzegden, heeft dit nooit tot zetelverlies geleid.

## Voetnoten
1. ↑  Zijn voorstel luidde om de verdeling te verrichten "in proportion to the whole number of white & other free Citizens & inhabitants of every age sex & condition including those bound to servitude for a term of years and three fifths of all other persons not comprehended in the foregoing description, except Indians not paying taxes, in each State."
2. ↑  Matthew Mason, "‘Nothing Is Better Calculated to Excite Divisions’: Federalist Agitation against Slave Representation during the War of 1812" in: New England Quarterly, LXXV, 2002, p. 531-561
3. ↑  Arthur Earl Bonfield, "The Right to Vote and Judicial Enforcement of Section Two of the Fourteenth Amendment" in: Cornell Law Review, 1960, nr. 1, p. 108-137